# Gharara

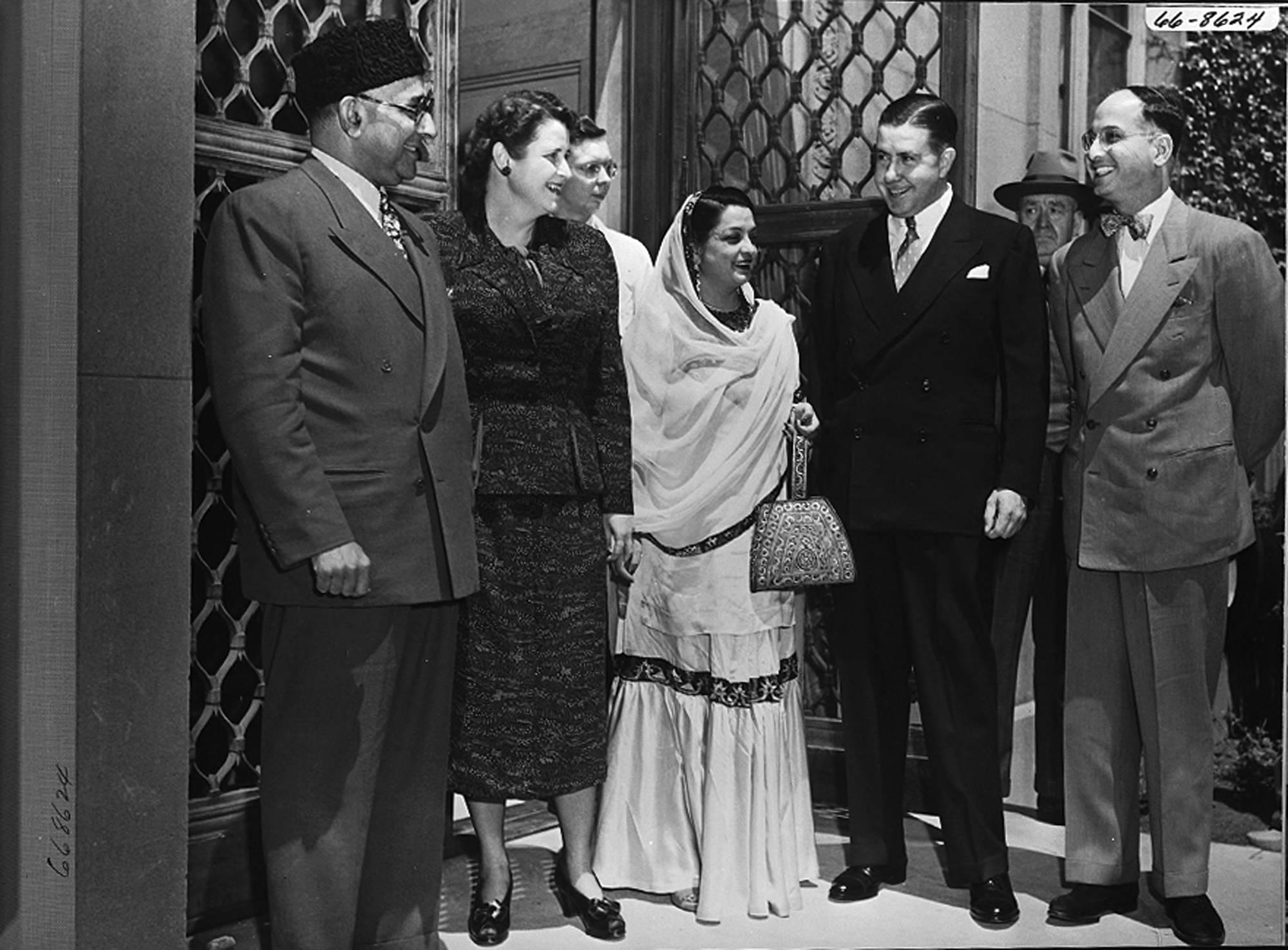
La Begum Liaquat Ali (centre), vêtue d'un gharara traditionnel, 1950

Un gharara (hindoustani : ग़रारा ou غراره, bengali : ঘারারা) est un costume lucknowi, traditionnellement porté par les femmes musulmanes de l'Hindi Belt. Il se compose d'un kurta (une tunique descendant jusqu'à la mi-cuisse), un dupatta (voile), et surtout, un pantalon à large manches, froncé au niveau du genou afin qu'ils élargissent considérablement. La région du genou, appelé le gota en hindi et en ourdou, est souvent richement brodé de zari et zardozi. Chaque genou du gharara traditionnel est fabriqué à partir de plus de 12 mètres de tissu, souvent en brocart de soie.
Les ghararas sont originaires de la région de l'Awadh en Uttar Pradesh durant la période des Nawabs. Au cours de la fin du XIXe siècle et début du XXe siècle, c'était la tenue de tous les jours parmi les musulmanes de l'Hindi-Urdu Belt en particulier parmi les femmes des familles Nawab et Taluqedars. Ils étaient représentatifs du statut de la personne qui les portent.
Bien qu'ils ne soient pas portés aujourd'hui en vêtement du quotidien comme autrefois, ils restent toujours aussi populaire comme vêtements de mariage entre femmes musulmanes de l'Hindi Belt et aussi parmi les immigrés ourdophones au Pakistan et au Bangladesh. Les ghararas ont également été rendu populaire au Pakistan et au Bangladesh, dans les années 1950 et 1960 via des personnalités comme Fatima Jinnah et la Begum Rana Liaquat Ali Khan qui l'ont porté publiquement.

## Images

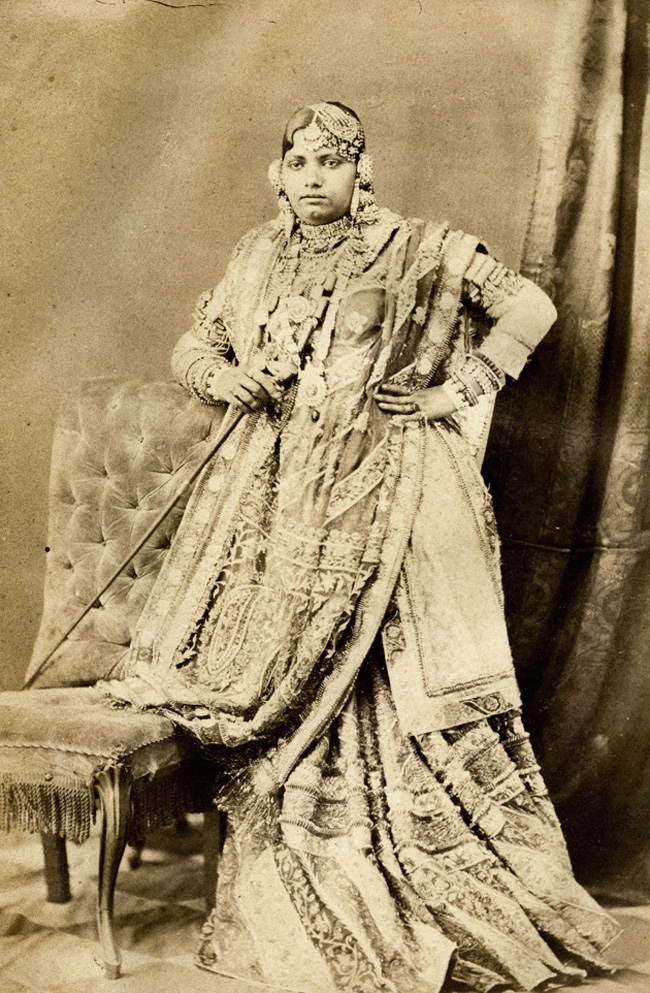
Femme lucknowi en gharara.
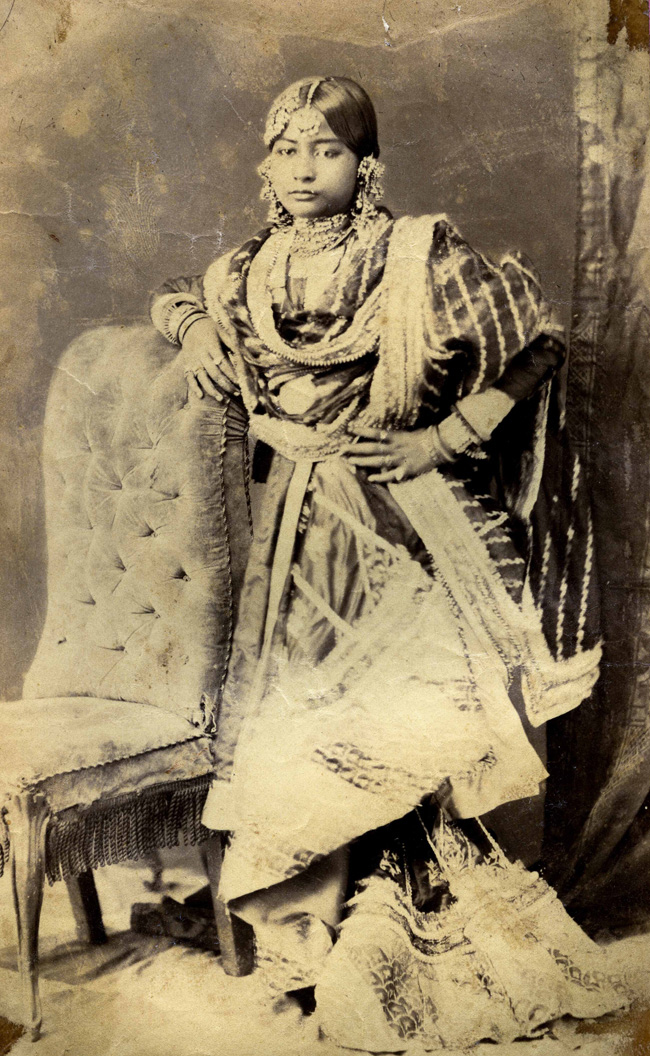
Femme lucknowi en gharara.
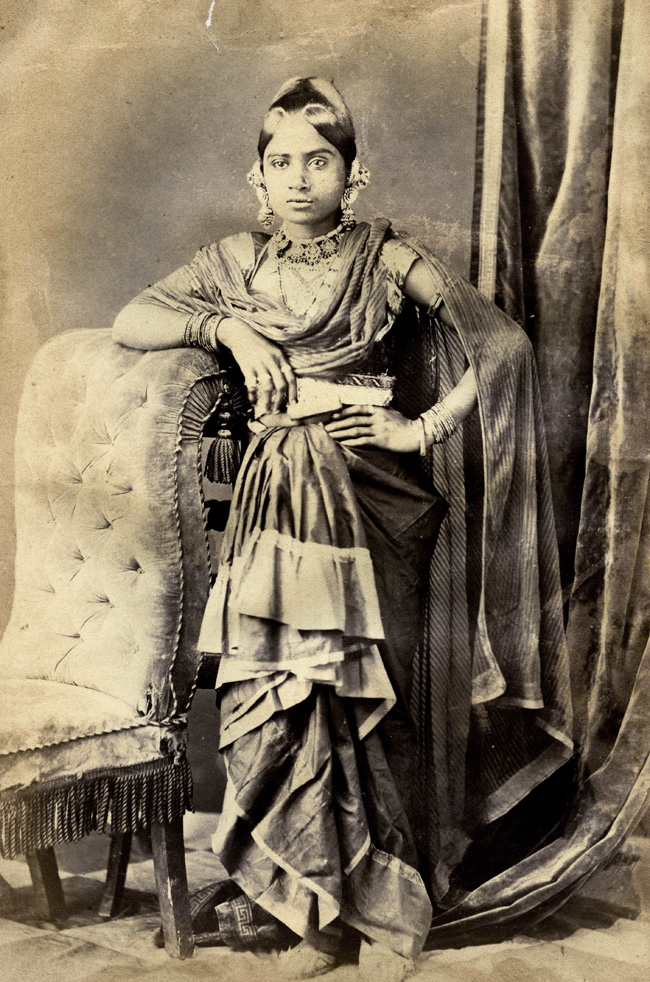
Femme lucknowi en gharara.
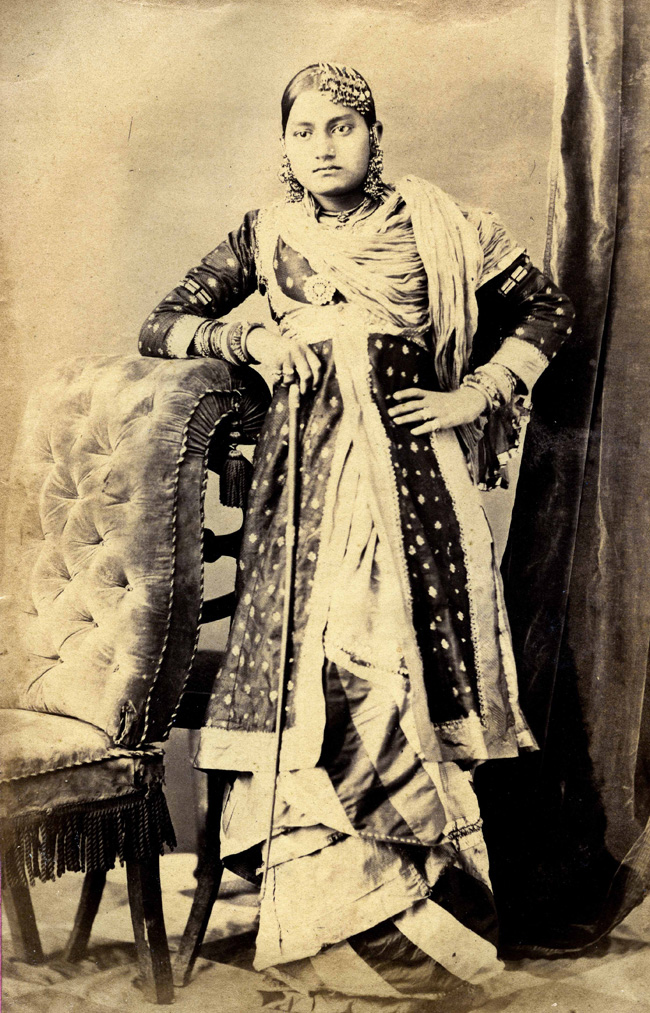
Femme lucknowi en gharara.
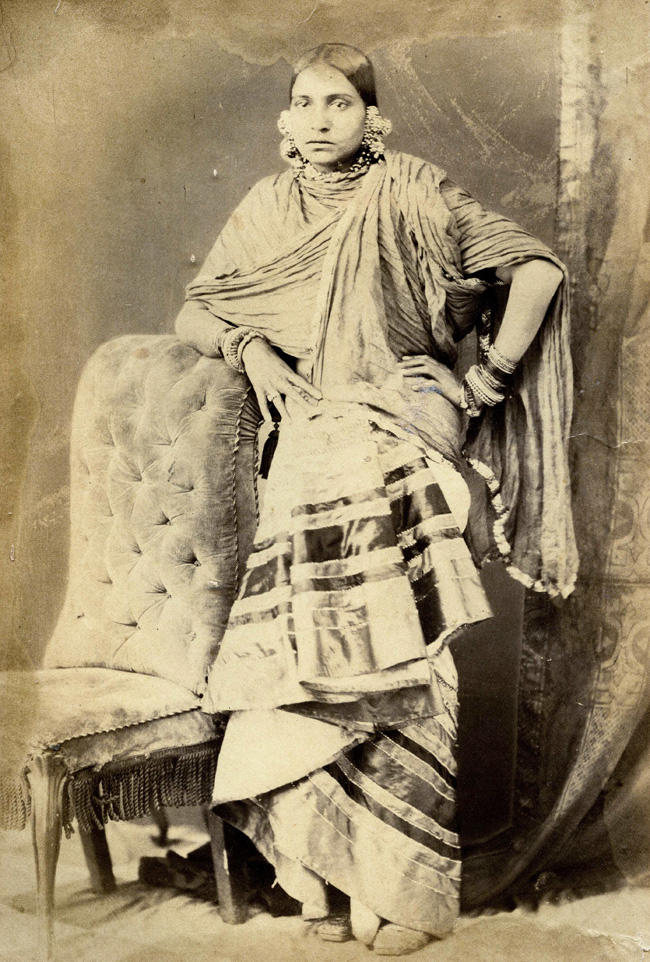
Femme lucknowi en gharara.
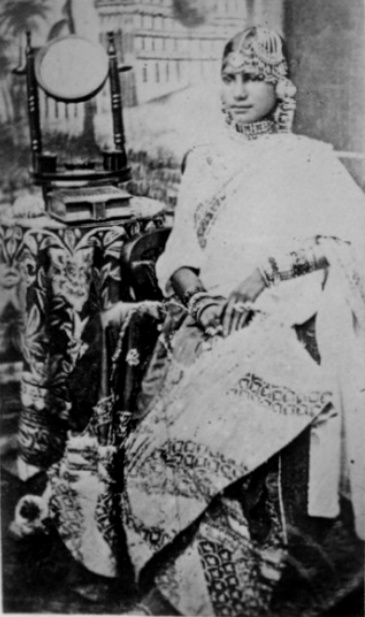
Fille en gharara.
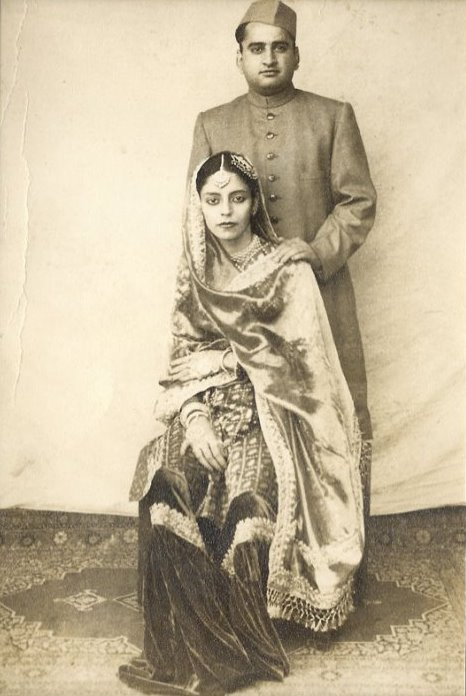
Photo de mariage à Lucknow.
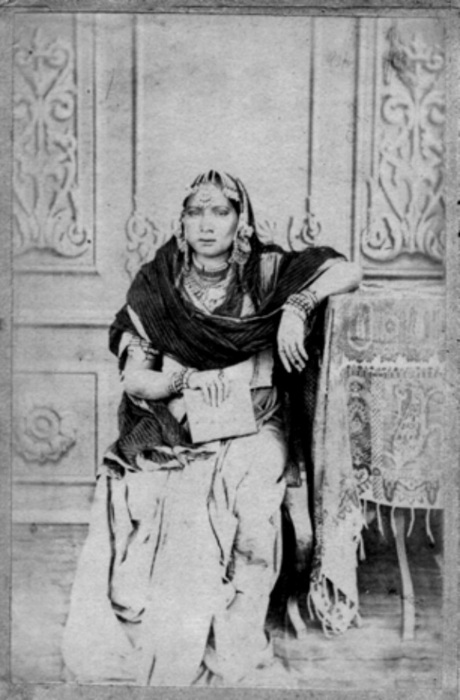
Femme en gharara.
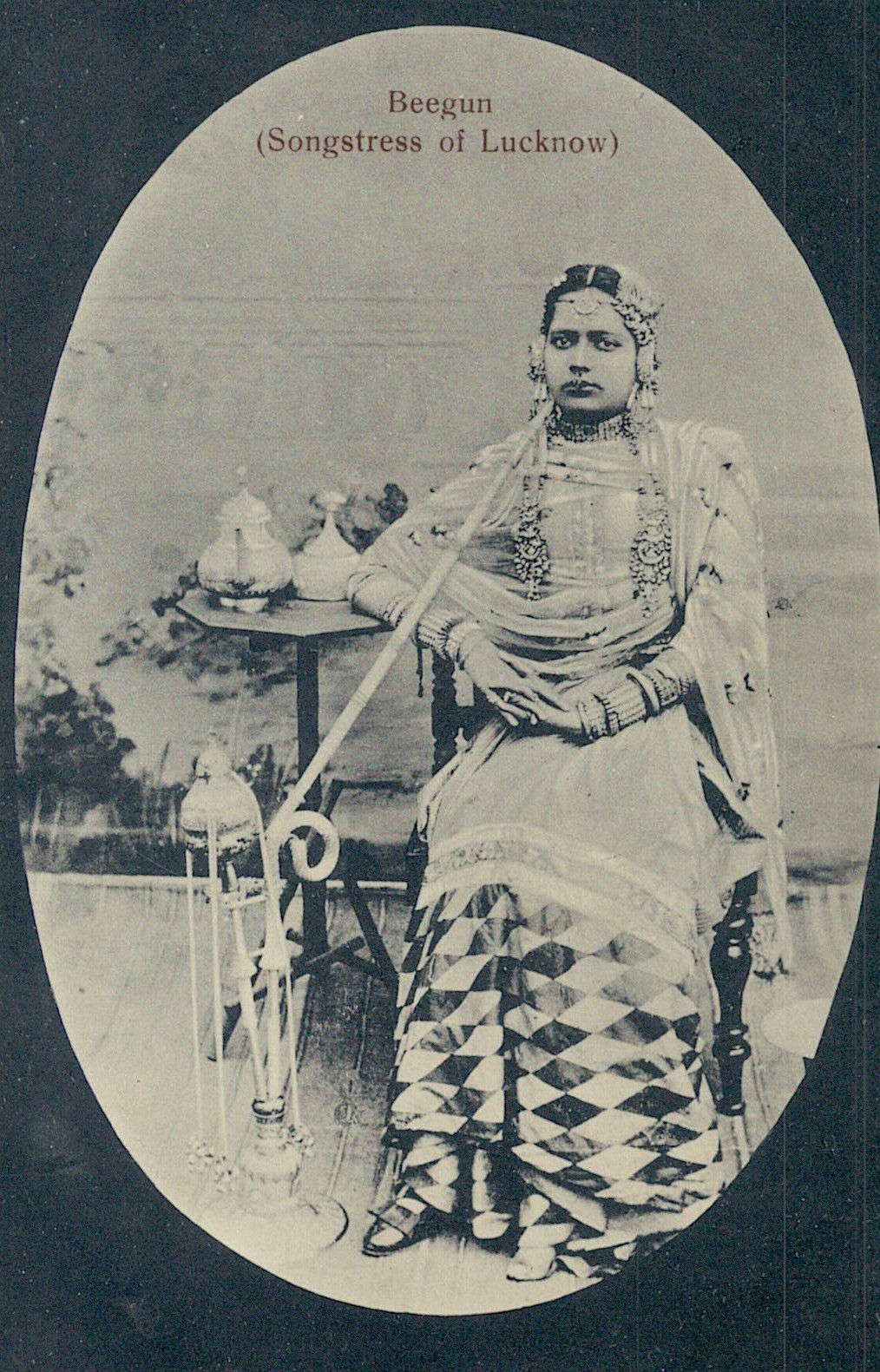
Chanteuse lucknowi en gharara.